# Emmett Preciado
Emmett Preciado (nacido el 18 de marzo de 1994) es un actor, músico y activista transgénero estadounidense en favor de los derechos, la educación y la concientización sobre las personas transgénero. Preciado es mejor conocido por interpretar a Río Gutiérrez en el popular programa de televisión de ABC The Good Doctor y a Rowan en el programa de televisión de Freeform/ABC Family Good Trouble.

## Primeros años de vida
Preciado nació en Merced, California, y cuando era estudiante de primer año en la escuela secundaria su familia se mudó a South Sioux City, Nebraska. A los 19 años, Preciado dejó Nebraska para servir una misión de tiempo completo para La Iglesia de Jesucristo de los Santos de los Últimos Días. Cuando Preciado regresó de su misión, asistió a un semestre en la Universidad Brigham Young, Idaho.

## Carrera
Preciado recibió su primer papel principal en la primavera de 2019. Es conocido por su papel de Rowan en Good Trouble de Freeform. A finales de 2020, filmó su primer papel como estrella invitada como Río Gutiérrez en un episodio del drama médico de ABC, The Good Doctor.
En 2021, Preciado interpretó a Mateo Cruz en Rebel de ABC. Se anunció que en 2024 Preciado estará en la película LGBT Affirmation. 

### Filmografía
| Año       | Título                  | Papel                | Notas        |
| --------- | ----------------------- | -------------------- | ------------ |
| 2020      | Freeze Your Brain       | Tommy                | Cortometraje |
| 2020      | The Wolf of Snow Hollow | Chico del dormitorio | Película     |
| 2021      | The Good Doctor         | Río Gutiérrez        | Serie de TV  |
| 2021      | Rebel                   | Mateo                | Serie de TV  |
| 2021-2022 | Good Trouble            | Rowan                | Serie de TV  |
| 2023      | Dead by Daylight        | Tubarão              | Videojuego   |
| 2024      | Back to Basecamp        | Tomás                | Cortometraje |

## Vida personal
En 2015, Preciado abandonó sus estudios en BYU y se mudó a Utah para realizar su transición física de mujer a hombre. Obtuvo millones de visitas y seguidores en las redes sociales al documentar su transición.  Preciado también es activista y hace apariciones y habla en eventos y videos para crear conciencia sobre temas LGBTQ. 
Preciado cambió su apellido 'Claren' cuando su familia descubrió su verdadero nombre 'Preciado' usando la prueba de ADN de 23andMe para ascendencia.